# (33429) 1999 DL4
1999 دي أل 4 (ويعرف أيضًا باسم (33429) 1999 دي أل 4 وفق تسمية الكوكب الصغير) (بالإنجليزية: 1999 DL4)‏ هو كويكب ضمن حزام الكويكبات؛ وترتيبه 33429 من حيث الاكتشاف.
اكتُشف هذا الجُرم الفلكي بواسطة كورادو كورليفيتش في 23 فبراير 1999.

## وصلات خارجية
- (33429) 1999 DL4 في قاعدة بيانات مختبر الدفع النفاث لأجرام النظام الشمسي الصغيرة

- الاكتشاف · مخطط المدار ·  العناصر المدارية · المعلمات المادية

- (33429) 1999 DL4 على موقع ويكي سكاي: DSS2, SDSS, GALEX, IRAS, Hydrogen α, X-Ray, Astrophoto, Sky Map, Articles and images